# Acca de Hexham
Acca (c. 660 - 740/742) va ser un sant de Northumbria i bisbe de Hexham des del 709 fins al 732.

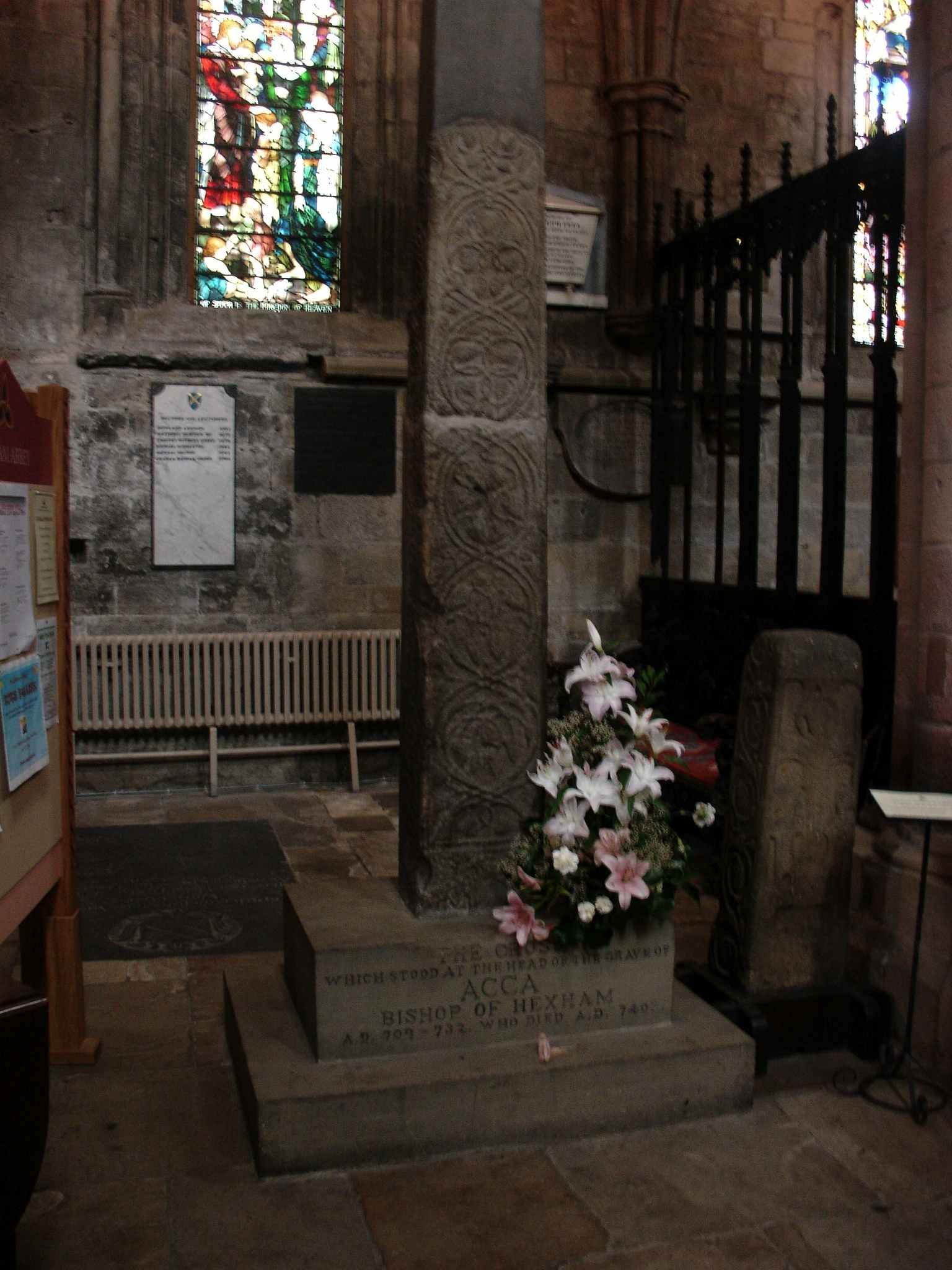
Romanent de la creu que es trobava a la tomba d'Acca a l'abadia de Hexham

Nascut a Northumbria, Acca començà servint a la casa de Bosa, el futur bisbe de York, però més tard es va unir a Wilfrid, possiblement ja a l'any 678, i el va acompanyar en els seus viatges. Més tard va explicar al seu amic Beda la seva estada a Utrecht amb l'arquebisbe Willibrord, l'antic deixeble de Wilfrid que continuava el seu treball de conversió dels pagans continentals. A la tornada del seu segon viatge a Roma l'any 692, Wilfrid es reintegrà a Hexham i allí nomenà Acca abat del monestir de Sant Andreu. Durant els darrers anys de Wilfrid, Acca va ser el company lleial de l'ancià, i finalment el va succeir l'any 709 com a abat i bisbe.
Acca va fer front als seus deures amb molta energia, en el govern de la diòcesi i en la realització dels serveis de l'església. També va continuar els treballs de construcció i decoració de l'església iniciats per Wilfrid. Acca també era un músic consumat i un erudit teòleg. Beda descriu Acca com "...un cantor molt experimentat, més dotat en escrits sagrats, ... i molt familiaritzat amb les regles del costum eclesiàstic".
Acca dugué un cop al nord un famós cantor anomenat Maban, que havia après a Kent les tradicions romanes de la salmòdia transmeses des de Gregori el Gran fins a Agustí de Canterbury.
Acca també era famós pel seu saber teològic; la seva biblioteca teològica va ser elogiada per Beda. També era conegut pel seu estímul als estudiants per tots els mitjans al seu poder. Va ser Acca qui va persuadir Esteve de Ripon (Eddius) perquè assumís la Vita sancti Wilfrithi, i va prestar molts materials per a la Historia ecclesiastica gentis Anglorum a Beda, que li dedicà diverses de les seves obres més importants, especialment aquelles que tractaven de les sagrades escriptures.
Per raons avui desconegudes, Acca es va retirar o va ser expulsat de la seva diòcesi l'any 732. La tradició de Hexham diu que es va convertir en bisbe de Whithorn a Galloway, Escòcia, mentre que altres afirmen que va fundar una seu al lloc de Saint Andrews, portant amb ell les relíquies recollides durant el seu viatge a Roma, incloses les de St. Andreu. No obstant això, un tercer relat diu que després d'haver-se barallat amb el rei de Northumbria, Acca prengué el camí de l'exili a Irlanda en una costa remota abans de tornar a Hexham. Es diu que l'església de Sant Andreu d'Aycliffe va ser una vegada dedicada a Acca.
Acca va ser enterrat a Hexham prop de la paret est de l'abadia. Al cap i als peus de la seva tomba es van erigir dues creus finament tallades, de les quals encara en queden fragments d'una. Va ser venerat com a sant immediatament després de la seva mort. El seu cos va ser traslladat almenys tres cops: a principis del segle xi, per Alfred de Westow, sagristà de Durham ; l'any 1154, en la restauració de l'església, quan les relíquies de tots els sants de Hexham es van reunir en una sola capella; i de nou el 1240. La seva festa és el 20 d'octubre. La translació de les seves relíquies es commemora el 19 de febrer.
L'únic escrit supervivent d'Acca és una carta dirigida a Beda i impresa en les seves obres (vegeu també Raine més avall).